# Brzeźnica (Srokowo)
Brzeźnica (deutsch Birkenfeld) ist ein Dorf in der polnischen Woiwodschaft Ermland-Masuren. Es gehört zur Gmina Srokowo (Landgemeinde Drengfurth) im Powiat Kętrzyński (Kreis Rastenburg).

## Geographische Lage
Brzeźnica liegt am Masurischen Kanal (polnisch Kanał Mazurski) in der nördlichen Mitte der Woiwodschaft Ermland-Masuren, unmittelbar an der polnisch-russischen Staatsgrenze, 13 Kilometer südöstlich der einstigen Kreisstadt Gerdauen (heute russisch Schelesnodoroschny) bzw. 27 Kilometer nördlich der heutigen Kreismetropole Kętrzyn (deutsch Rastenburg).

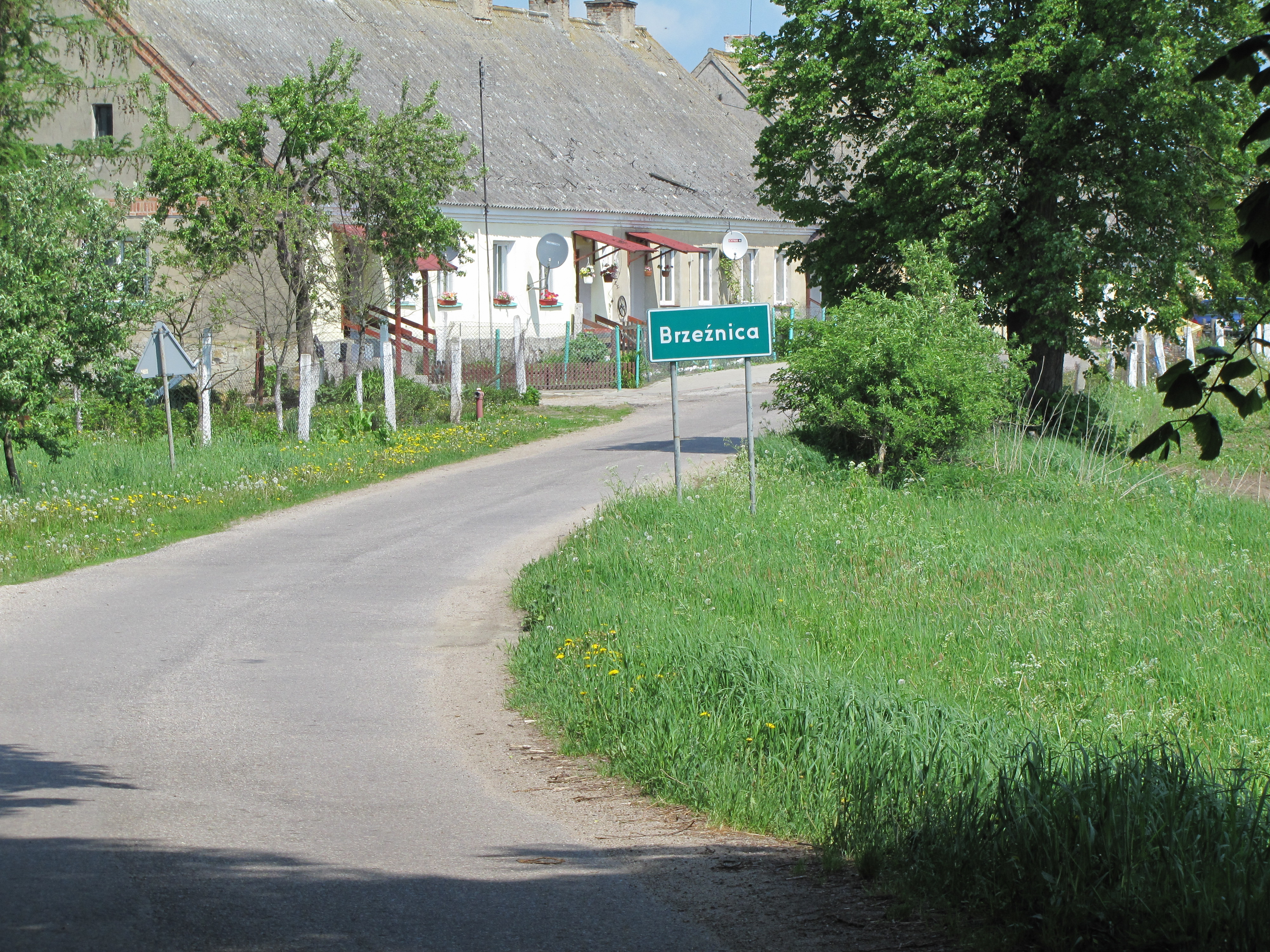
Ortseinfahrt Brzeźnica

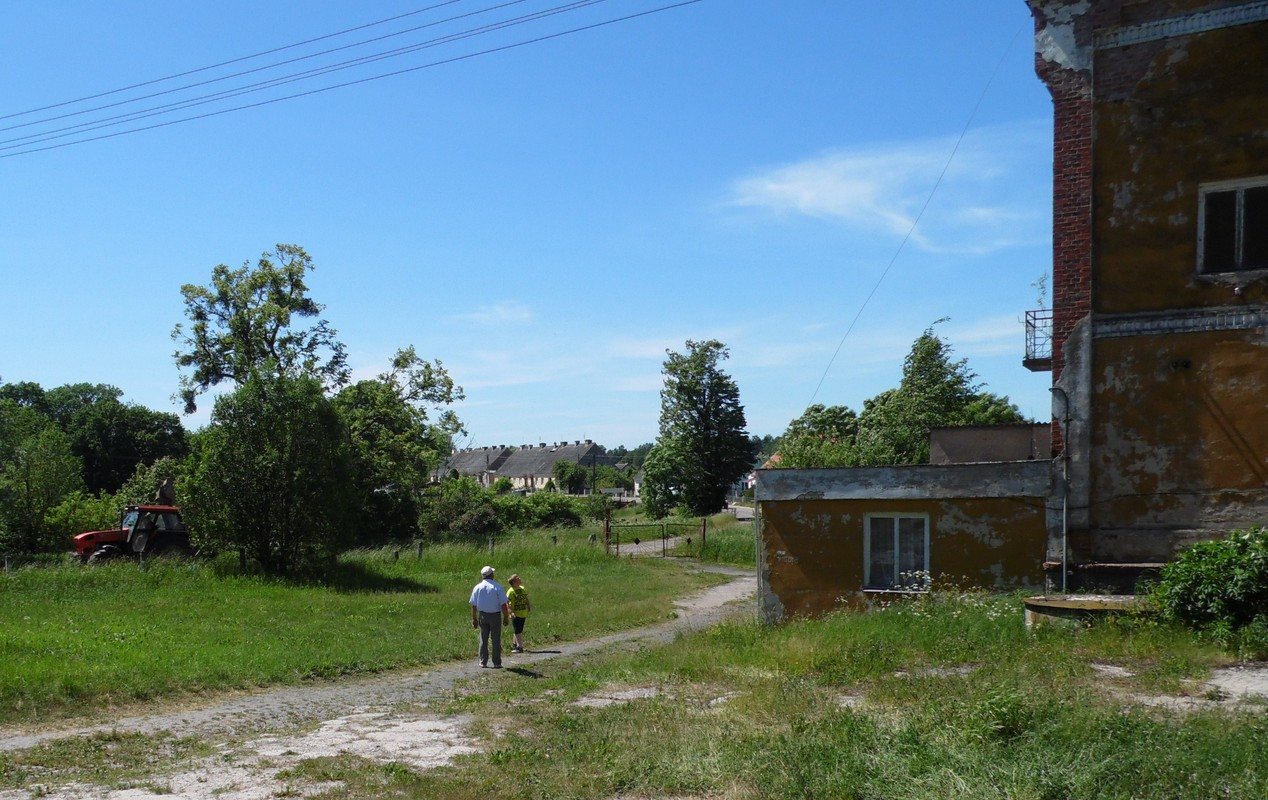
Blick auf Brzeźnica

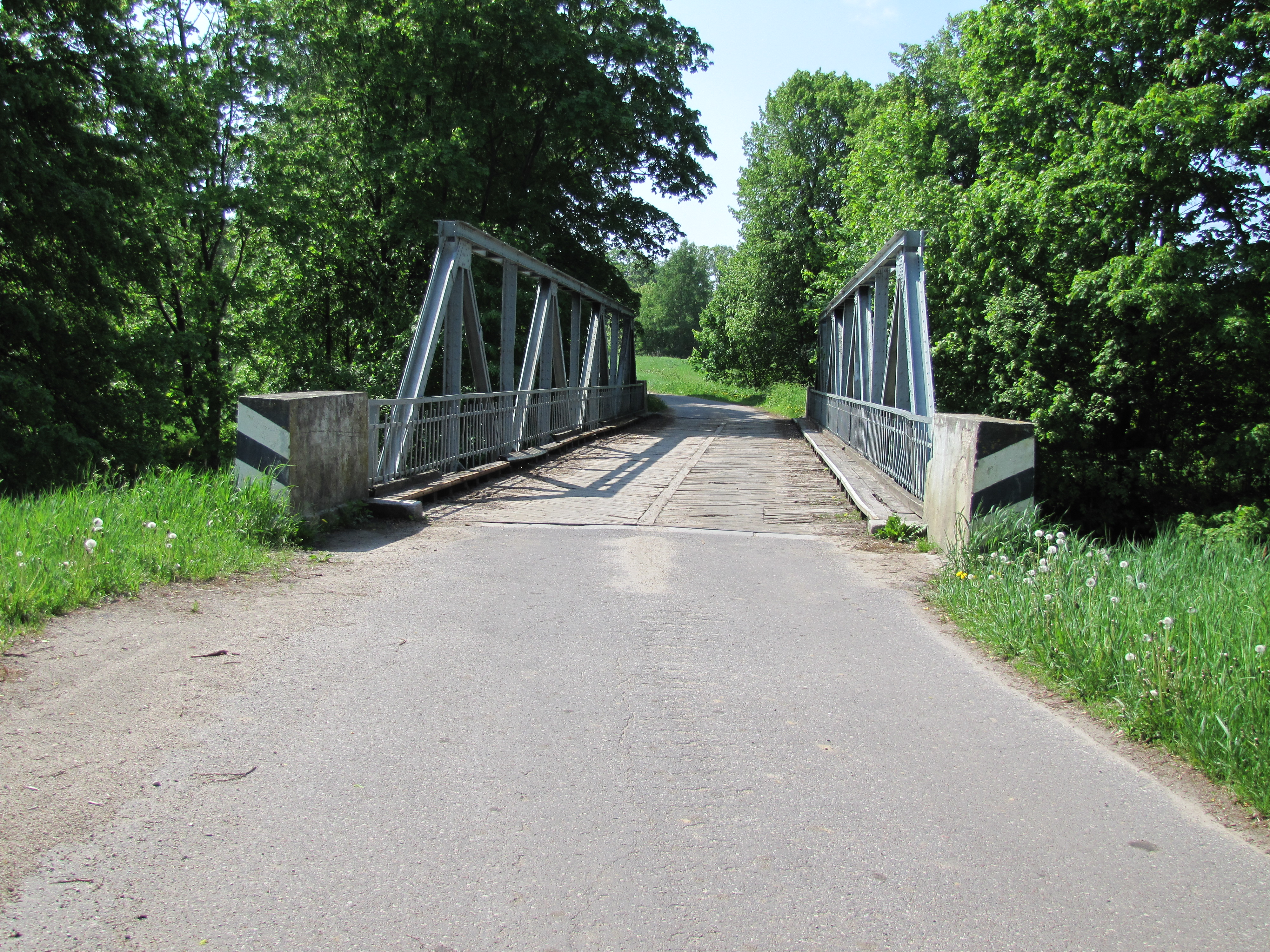
Brücke über den Masurischen Kanal an der Straße nach Kałki (Sechserben)

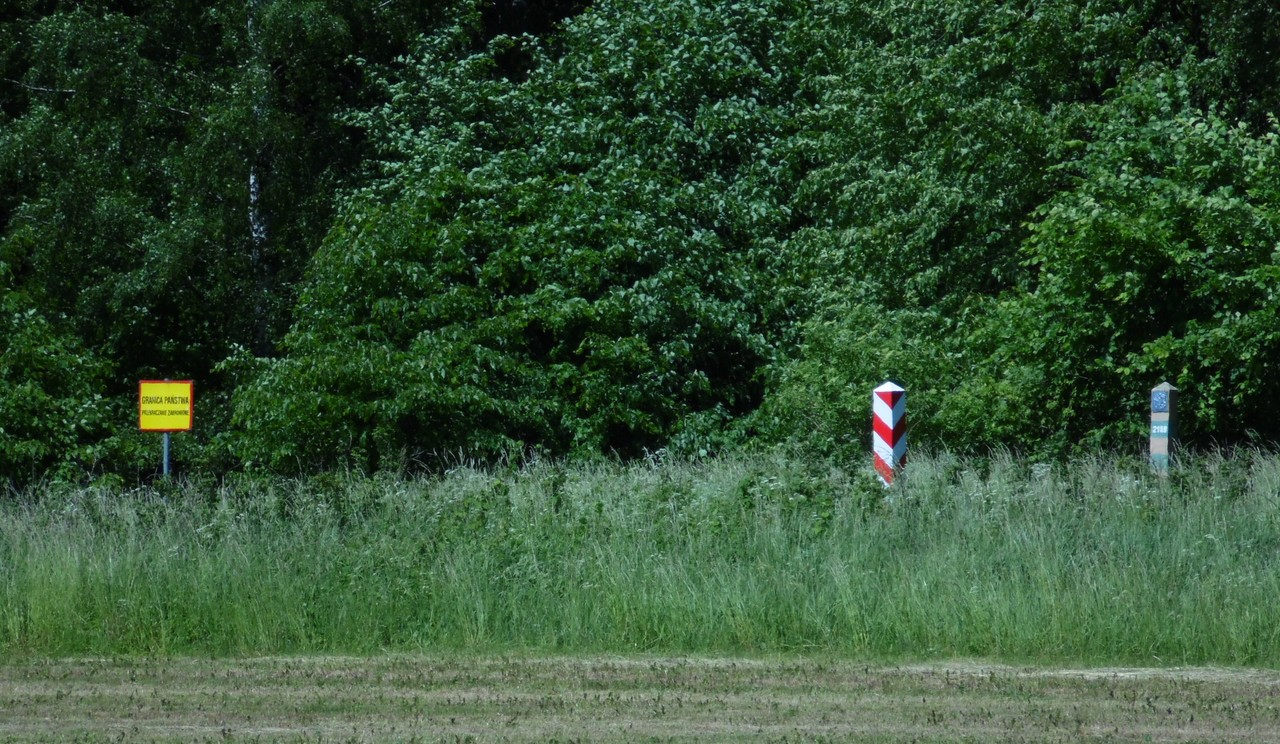
Die polnisch-russische Staatsgrenze bei Brzeźnica

## Geschichte

### Ortsgeschichte
Birkenfeld, vor 1785 Berkenfeld, wurde vor 1440 gegründet. Der Ordens-Hochmeister Heinrich Reffle von Richtenberg überschrieb Birkenfeld 1471 an den Ritter Georg I. von Schlieben, Albrecht II. von Schlieben († 1656) begründete hier den Familiensitz der Linie von Schlieben-Birkenfeld.
Birkenfeld blieb bis in das 19. Jahrhundert hinein in der Hand der Familie Schlieben. 1837 wurde es vom Sohn des Domänenpächters auf Wandlacken (heute russisch Swerewo), Ferdinand Totenhoefer (1813–1880) käuflich erworben. Karl Julius Totenhoefer (1864–1929) verfügte die Aufteilung seines Besitzes, der aus Korellen (nicht mehr existent), Sechserben (polnisch Kałki) und Birkenfeld bestand. Die geschiedene Ehefrau von Martin Koch (1886–1955), Erna Koch geborene Totenhoefer, war bis 1945 die letzte deutsche Besitzerin von Birkenfeld.
Am 9. April 1874 wurde Birkenfeld Amtsdorf und damit namensgebend für einen Amtsbezirk, der bis 1945 bestand und zum Kreis Gerdauen im Regierungsbezirk Königsberg in der preußischen Provinz Ostpreußen gehörte.
Am 14. April 1897 wurde aus dem Gut Sechserben (polnisch Kałki) mit den Vorwerken Adolfshof (Goszczewo) und Langenfeld (nicht mehr existent) im Gutsbezirk Birkenfeld der Gutsbezirk Sechserben gebildet. Am 30. September 1928 schlossen sich dann die beiden Gutsbezirke Birkenfeld und Sechserben zur neuen Landgemeinde Birkenfeld zusammen.
Im Jahre 1945 wurde das gesamte südliche Ostpreußen in Kriegsfolge an Polen überstellt. Der nördliche Dorfteil Birkenfelds wurde dem nördlichen Ostpreußen zugeordnet und wurde – ein allerdings nicht mehr bewohnter – Teil der russischen Oblast Kaliningrad (Gebiet Königsberg (Preußen)). „Brzeźnica“ wurde damals die polnische Namensform für Birkenfeld. Das Dorf gehört heute zur Landgemeinde Srokowo (Drengfurth) im Powiat Kętrzyński (Kreis Rastenburg), bis 1998 der Woiwodschaft Olsztyn, seither der Woiwodschaft Ermland-Masuren zugeordnet.

### Einwohnerzahlen
| Jahr | Anzahl |
| ---- | ------ |
| 1820 | 170    |
| 1885 | 595    |
| 1905 | 343    |
| 1910 | 326    |
| 1933 | 608    |
| 1939 | 543    |

### Amtsbezirk Birkenfeld (1874–1945)
Bei der Errichtung des Amtsbezirks Birkenfeld im Jahre 1874 waren drei Dörfer eingegliedert:
| Deutscher Name                   | Name nach 1945/Staat   | Bemerkungen                        |
| Birkenfeld                       | Brzeźnica/PL           |                                    |
| Langenfeld                       | (kein Name bekannt)/PL | 1897 nach Sechserben eingegliedert |
| Sawadden 1938 bis 1946: Bruchort | Sawidowo/RUS           |                                    |
| ab 1897: Sechserben              | Kałki/PL               | 1928 nach Birkenfeld eingegliedert |

Am 1. Januar 1945 gehörten nur noch die Orte Birkenfeld und Sechserben zum Amtsbezirk Birkenfeld.

## Gut Birkenfeld

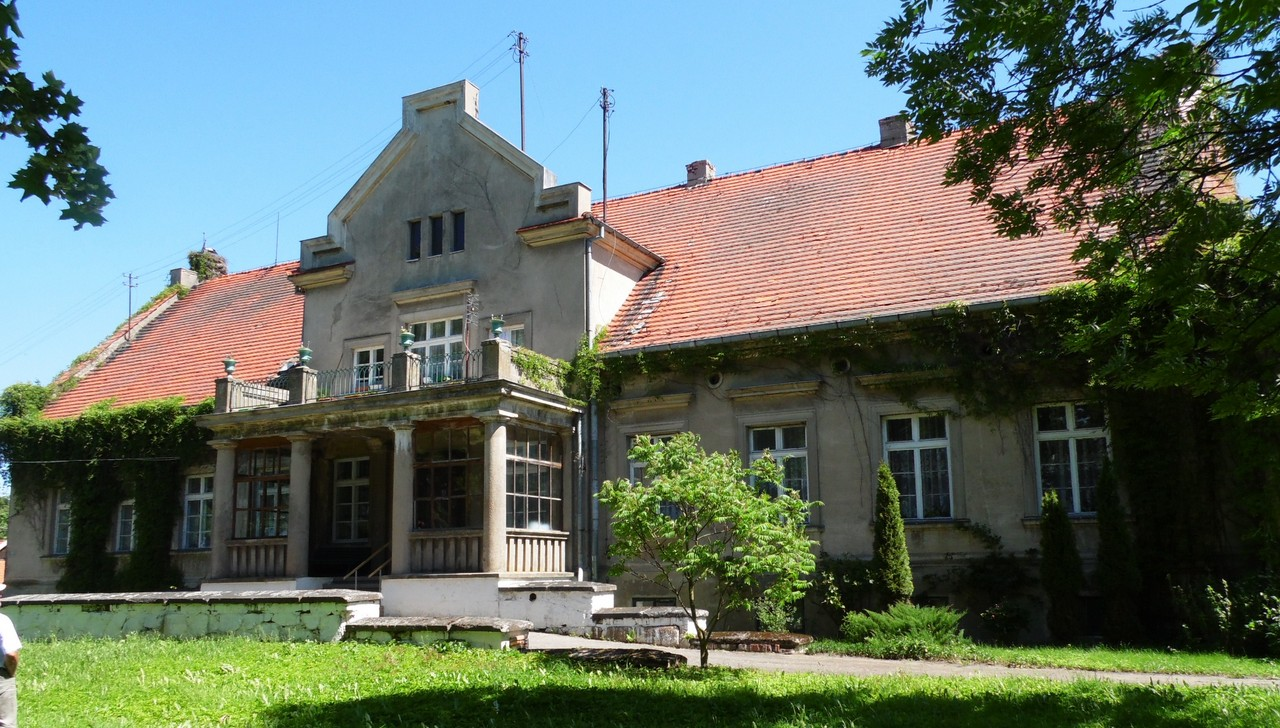
Das frühere Gutshaus Birkenfeld in Brzeźnica

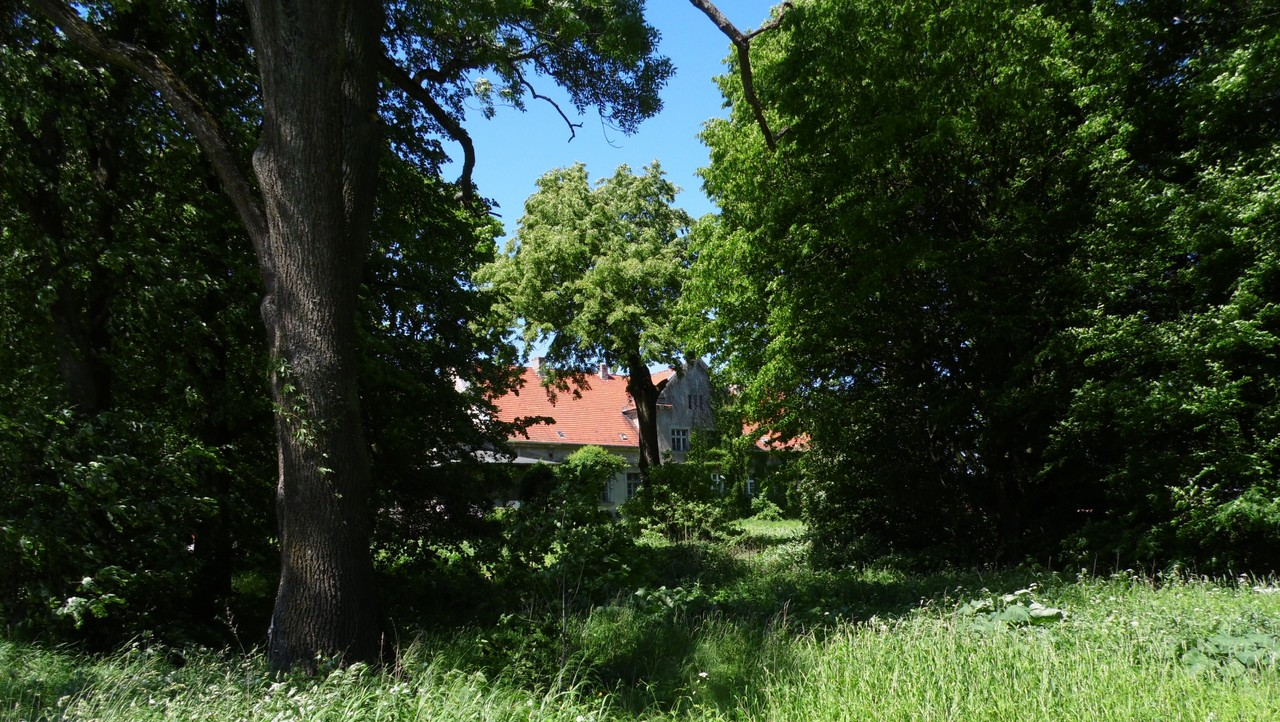
Im Gutspark

Nach dem Erwerb des Gutes Birkenfeld im Jahre 1837 ließ Julius Ferdinand Totenhoefer (1813–1880) seinen neuen Herrensitz im spätklassizistischen Stil errichten bzw. ein vorhandenes Gutshaus entsprechend umbauen. Im Ersten Weltkrieg am 20. September 1914 wurde dieses Haus niedergebrannt, aber schon  bald vereinfacht wieder aufgebaut. Die auf dem Dachfirst angebrachte Wetterfahne mit der Jahreszahl 1922 stammte vom Kuhstalldach in Sechserben.
Das Gut Birkenfeld mit einer Größe von fast 1300 Hektar lag bis 1945 an der Straße nach Nordenburg (russisch Krylowo). Heute befindet es sich unmittelbar an der polnischen Grenze zur russischen Oblast Kaliningrad, die mitten durch den Gutspark verläuft. Nach 1945 übernahm eine polnische Produktionsgenossenschaft die Birkenfelder Güter, das Herrenhaus nutzte man als Verwaltungsgebäude. Seit 1996 soll das frühere Gut in Privatbesitz sein.

## Kirche
Bis 1945 war Birkenfeld in die evangelische Kirche in Nordenburg (heute russisch Krylowo) im Kirchenkreis Gerdauen der Kirchenprovinz Ostpreußen in der Kirche der Altpreußischen Union sowie in die katholische Kirche in Insterburg (heute russisch Tschernjachowsk) im Dekanat Tilsit im Bistum Ermland eingepfarrt.
Heute ist Brzęznica sowohl katholischer- wie evangelischerseits ein Filialort: der römisch-katholischen Pfarrei Srokowo im Dekanat Kętrzyn II (Rastenburg Nordost) im jetzigen Erzbistum Ermland sowie der evangelischen Pfarrei Kętrzyn in der Diözese Masuren der Evangelisch-Augsburgischen Kirche in Polen.

## Verkehr
Brzeźnica liegt an einer Nebenstraße, die von Łęknica (Löcknick) in den Ort führt – und vor 1945 bis in die heute russische und durch die Grenze abgeschnittene Stadt Nordenburg hinein. Von Süden führt eine von Bajory Wielkie (Groß Bajohren, 1938 bis 1945 Großblankenfelde) kommende Nebenstraße nach Brzeźnica. Eine Anbindung an den Bahnverkehr besteht nicht.

## Im Ort geboren
- Friedrich Karl von Schlieben (* 1716 in Birkenfeld), preußischer General und Staatsmann († 1791)
- Franz Heinrich Schröter (* 28. Mai 1835 in Birkenfeld), deutscher Jurist und Mitglied des Deutschen Reichstages und des Preußischen Abgeordnetenhauses († 1911)